# 1974 a jogalkotásban
1974-ben az alábbi jogszabályokat alkották meg:

## Magyarország

### Törvények (4)
- 1974. évi I. törvény 	 a házasságról, a családról és a gyámságról szóló 1952. évi IV. törvény módosításáról és egységes szövegéről
- 1974. évi II. törvény 	 a Magyar Népköztársaság 1973. évi költségvetésének végrehajtásáról
- 1974. évi III. törvény 	 a külkereskedelemről
- 1974. évi IV. törvény 	 a Magyar Népköztársaság 1975. évi költségvetéséről

### Törvényerejű rendeletek (24)
- Forrás: Törvényerejű rendeletek teljes listája (1949 - 1989)

- 1974. évi 1. törvényerejű rendelet 	 a devizagazdálkodásról
- 1974. évi 2. törvényerejű rendelet 	 a Magyar Népköztársaság és a Lengyel Népköztársaság között Varsóban, 1973. június 5-én aláírt konzuli egyezmény és az egyezményhez tartozó jegyzőkönyv kihirdetéséről
- 1974. évi 3. törvényerejű rendelet 	 a Varsói Szerződés Tagállamai Egyesített Fegyveres Erői Törzsének és egyéb vezetési szerveinek jogképességére, kiváltságaira és mentességeire vonatkozó, Moszkvában, 1973. április 21-én aláírt egyezmény kihirdetéséről
- 1974. évi 4. törvényerejű rendelet 	 a Magyar Népköztársaság és a Csehszlovák Szocialista Köztársaság között Budapesten, 1973. május 17-én aláírt konzuli egyezmény és az egyezményhez tartozó jegyzőkönyv kihirdetéséről
- 1974. évi 5. törvényerejű rendelet 	 egyes felsőoktatási munkaköröknek határozott idejű munkaviszonyban ellátásáról
- 1974. évi 6. törvényerejű rendelet 	 a külföldiek ingatlanszerzésének szabályozásáról
- 1974. évi 7. törvényerejű rendelet 	 az alsó és középfokú oktatási-nevelési intézmények vezetésének határozott időre szóló ellátásáról
- 1974. évi 8. törvényerejű rendelet 	 az állami népesség-nyilvántartásról
- 1974. évi 9. törvényerejű rendelet 	 a társadalom fokozottabb védelméről a közrendre és a közbiztonságra különösen veszélyes visszaeső bűnözők elleni hatékonyabb fellépés érdekében
- 1974. évi 10. törvényerejű rendelet 	 az alkoholisták kötelező intézeti gyógykezeléséről
- 1974. évi 11. törvényerejű rendelet 	 a Magyar Népköztársaság minisztériumainak felsorolásáról szóló 1973. évi IV. törvény módosításáról
- 1974. évi 12. törvényerejű rendelet 	 a Magyar Népköztársaság Kormánya és a Német Demokratikus Köztársaság Kormánya között a légiközlekedés tárgyában Budapesten, az 1972. évi november hó 18. napján aláírt egyezmény kihirdetéséről
- 1974. évi 13. törvényerejű rendelet 	 tanítóképző főiskolák létesítéséről
- 1974. évi 14. törvényerejű rendelet Szombathelyen tanárképző főiskola létesítéséről
- 1974. évi 15. törvényerejű rendelet 	 a Magyar Népköztársaság és a Szovjet Szocialista Köztársaságok Szövetsége között a szerzői jogok kölcsönös védelmére Budapesten, az 1967. évi november hó 17. napján kötött és az 1968. évi 6. törvényerejű rendelettel kihirdetett egyezmény módosításának kihirdetéséről
- 1974. évi 16. törvényerejű rendelet 	 a vasúti személy- és poggyászfuvarozási Nemzetközi Egyezmény pótegyezményének kihirdetéséről
- 1974. évi 17. törvényerejű rendelet 	 az állam- és közbiztonságról
- 1974. évi 18. törvényerejű rendelet 	 az Egyesült Nemzetek Alapokmánya egyes rendelkezései módosításának kihirdetéséről
- 1974. évi 19. törvényerejű rendelet 	 a tengeri kereskedelmi hajózásban megvalósuló együttműködésről szóló egyezmény kihirdetéséről
- 1974. évi 20. törvényerejű rendelet 	 a Magyar Népköztársaság és a Libanoni Köztársaság közötti idegenforgalmi együttműködés tárgyában Budapesten, 1971. évi szeptember hó 18. napján aláírt egyezmény kihirdetéséről
- 1974. évi 21. törvényerejű rendelet 	 a fegyveres erők és a fegyveres testületek hivatásos állományának szolgálati viszonyáról szóló 1971. évi 10. törvényerejű rendelet kiegészítéséről
- 1974. évi 22. törvényerejű rendelet 	 a Béke és Barátság Érdemrend alapításáról
- 1974. évi 23. törvényerejű rendelet 	 a szabálysértésekről szóló 1968. évi I. törvény módosításáról és kiegészítéséről
- 1974. évi 24. törvényerejű rendelet 	 a jogszabályok kihirdetéséről és hatálybalépéséről

### Minisztertanácsi rendeletek
- 1/1974. (I. ?.) MT rendelet
- 2/1974. (I. 9.) MT rendelet 	 a lakásépítési hozzájárulásról és a lakás-használatbavételi díjról, továbbá a kedvezményekről szóló 2/1971. (II. 8.) Korm. rendelet módosításáról
- 3/1974. (I. 9.) MT rendelet
- 4/1974. (I. 9.) MT rendelet
- 5/1974. (I. ?.) MT rendelet	 a hajólajstromról
- 6/1974. (I. 17.) MT rendelet 	 az egyes lakásépítési formák pénzügyi feltételeiről és a szociálpolitikai kedvezményekről szóló 7/1971. (II. 8.) Korm. rendelet módosítása és kiegészítése tárgyában kiadott 3/1973. (I. 26.) MT rendelet módosításáról
- 7/1974. (III. 20.) MT rendelet 	 a Magyar Köztársaság címere, valamint az állami felségjogra utaló egyes elnevezések és megjelölések használatának rendjéről
- 8/1974. (III. ?.) MT rendelet
- 9/1974. (III. 21.) MT rendelet 	 az ipari takarmányok előállításáról és forgalomba hozataláról
- 10/1974. (III. ?.) MT rendelet
- 11/1974. (V. 14.) MT rendelet 	 az anyakönyvek vezetéséről és a házasságkötési eljárásról szóló 38/1963. (XII. 25.) Korm. rendelet módosításáról
- 12/1974. (V. 14.) MT rendelet
- 13/1974. (V. 14.) MT rendelet
- 14/1974. (V. 14.) MT rendelet 	 a névváltoztatásról szóló rendelkezések módosításáról
- 16/1974. (V. 15.) MT rendelet 	 oktatás-nevelési, közművelődési és művészeti díjak létesítéséről, valamint művészeti alkotásokra pályázatok hirdetéséről
- 17/1974. (V. ?.) MT rendelet
- 18/1974. (V. ?.) MT rendelet ?
- 19/1974. (V. ?.) MT rendelet
- 20/1974. (V. ?.) MT rendelet
- 21/1974. (V. 24.) MT rendelet 	 a magánszemélyek gépjárműhasználatáról szóló 37/1972. (XI. 9.) MT rendelet kiegészítéséről
- 22/1974. (?. ?.) MT rendelet ?
- 23/1974. (?. ?.) MT rendelet ?
- 24/1974. (?. ?.) MT rendelet ?
- 25/1974. (VI. 16.) MT rendelet 	 a 24/1950. (I. 21.) MT rendelet hatályon kívül helyezéséről
- 26/1974. (VI. 21.) MT rendelet 	 a tűzvédelmi tevékenység elismeréséről
- 27/1974. (?. ?.) MT rendelet ?
- 28/1974. (?. ?.) MT rendelet
- 29/1974. (VII. 10.) MT rendelet  a Magyar Népköztársaság Kormánya és a Mongol Népköztársaság Kormánya között az 1972. évi december hó 20. napján Budapesten aláírt egészségügyi együttműködési egyezmény kihirdetéséről
- 30/1974. (VII. 15.) MT rendelet  a tudományos és műszaki kutatások anyagi-műszaki ellátása terén megvalósítandó együttműködésről szóló Egyezmény kihirdetéséről
- 31/1974. (VII. 15.) MT rendelet ?
- 32/1974. (VII. 15.) MT rendelet 	 a nyugellátások és egyéb ellátások, valamint a gyermekgondozási segély kiegészítéséről
- 33/1974. (VII. 20.) MT rendelet 	 az állampolgárok lakás- és üdülőtulajdonának egyes kérdéseiről szóló 32/1971. (X. 5.) Korm. rendelet kiegészítéséről
- 34/1974. (?. ?.) MT rendelet
- 35/1974. (VIII. 18.) MT rendelet 	 a Magyar Népköztársaság Kormánya és az Albán Népköztársaság Kormánya között a nemzetközi közúti árufuvarozás tárgyában Budapesten, az 1973. évi október hó 3. napján aláírt egyezmény kihirdetéséről
- 36/1974. (IX. 29.) MT rendelet 	 a tartós külföldi szolgálatot teljesítő dolgozó házastársának belföldi munkaviszonyáról
- 37/1974. (X. 16.) MT rendelet 	 az 1975. évi általános népességösszeírásról
- 38/1974. (?. ?.) MT rendelet  ?
- 39/1974. (XI. 1.) MT rendelet 	 a rendőrségről
- 40/1974. (XI. 1.) MT rendelet	 a Magyar Köztársaság államhatárának őrizetéről
- 41/1974. (XI. ?.) MT rendelet
- 42/1974. (XI. 20.) MT rendelet 	 a Nemzetközi Textilkereskedelemre vonatkozó Egyezmény kihirdetéséről
- 43/1974. (XI. 27.) MT rendelet 	 a Vasúti Árufuvarozás Szabályzatának kiegészítéséről
- 45/1974. (XI. 27.) MT rendelet 	 a Gépjármű Fuvarozási Szabályzat módosításáról
- 44/1974. (?. ?.) MT rendelet
- 46/1974. (XII. 4.) MT rendelet 	 az állampolgárok tulajdonában levő, üresen álló családi házak értékesítéséről
- 47/1974. (XII. 19.) MT rendelet 	 a Magyar Népköztársaság Kormányának az Általános Vám- és Kereskedelmi Egyezmény VI. Cikkének végrehajtásáról szóló Egyezményhez történt csatlakozásáról
- 48/1974. (XII. ?.) MT rendelet
- 49/1974. (XII. 24.) MT rendelet 	 a Magyar Népköztársaság Kormánya és a Német Demokratikus Köztársaság Kormánya között, a Magyar Népköztársaság és a Német Demokratikus Köztársaság középiskoláiban, szakközépiskoláiban, főiskoláin és egyetemein folytatott tanulmányok befejezéséről, valamint a tudományos fokozatok és címek megszerzéséről kiállított okiratok egyenértékűségének kölcsönös elismeréséről létrejött, az 1973. évi május hó 22. napján Berlinben aláírt Jegyzőkönyv kihirdetéséről
- 50/1974. (XII. 28.) MT rendelet 	 az egyes szabálysértésekről szóló 17/1968. (IV. 14.) Korm. rendelet módosításáról
- 51/1974. (XII. 30.) MT rendelet 	 a magyar állampolgárok külföldi munkáltatók alkalmazásába lépésének szabályairól

### Miniszteri rendeletek
- 1/1974. (I. 17.) PM rendelet a tervszerű devizagazdálkodásról szóló 1974. évi 1. törvényerejű rendelet végrehajtásáról
- 5/1974. (V. 21.) KPM rendelet A hajózásról szóló 1973. évi 6. törvényerejű rendelet végrehajtásáról
- 15/1974. (VII. 1.) MüM rendelet a fegyveres testületek1 polgári alkalmazottaira vonatkozó egyes szabályok megállapításáról
- 30/1974. (VII. 30.) MüM rendelet magyar állampolgár külföldi munkáltató alkalmazásába lépéséhez szükséges munkavállalási engedélyről és annak alapján létesített munkaviszonyra vonatkozó egyes szabályokról
- 5/1974. (VIII. 10.) NIM rendelet a robbanóanyagiparon belüli robbantási képzésről és továbbképzésről
- 8/1974. (XI. 20.) NIM rendelet a gazdálkodó és felügyeleti szervek energiagazdálkodási tevékenységéről, az energetikusi szervezetről
- 27/1974. (XII. 24.) MüM rendelet A Munka Törvénykönyve költségvetési szerveknél történő végrehajtásáról szóló 14/1967. (XI. 9.) MüM számú rendelet módosításáról
- 28/1974. (XII. 24.) MüM  rendelet Az egyes szociális-kulturális juttatásokról szóló 8/1967. (X. 8.) MüM számú rendelet módosításáról
- 29/1974. (XII. 24.) MüM-EüM-PM együttes rendelet  A csökkent munkaképességű dolgozók helyzetének rendezéséről szóló 1/1967. (XI. 22.) MüM-EüM-PM számú együttes rendelet módosításáról és kiegészítéséről
- 42/1974. (XII. 30.) PM rendelet az eszközlekötési járulékról